# The Day Is My Enemy
The Day Is My Enemy je šesté studiové album britské elektronické skupiny The Prodigy. Jeho vydání bylo určeno na 30. března 2015, do éteru však nedopatřením uniklo však již 23. března téhož roku, nedočkavci si jej tak mohli poslechnout o týden dříve. V USA bylo album oficiálně vydáno přes vydavatelství Three Six Zero Music/Warner Bros. Records.
První singl z alba s názvem "Nasty" byl uveden na Instagram a Facebooku dne 29. prosince 2014. Název alba je odkazem na skladbu "All Through the Night" od Cole Portera, v níž je text "the day is my enemy, the night my friend". 26. ledna 2015 vydala skupina i skladbu s názvem "The Day Is My Enemy" prostřednictvím svého oficiálního kanálu na portálu YouTube.

## Seznam skladeb
| Pořadí | Název                                                                                          | Délka |
| ------ | ---------------------------------------------------------------------------------------------- | ----- |
| 1.     | The Day Is My Enemy (featuring Martina Topley-Bird & Jackson (Paul "Dirtcandy" Jackson), zpěv) | 4:24  |
| 2.     | Nasty                                                                                          | 4:03  |
| 3.     | Rebel Radio                                                                                    | 3:52  |
| 4.     | Ibiza (featuring Sleaford Mods, zpěv)                                                          | 2:45  |
| 5.     | Destroy                                                                                        | 4:28  |
| 6.     | Wild Frontier                                                                                  | 4:28  |
| 7.     | Rok-Weiler                                                                                     | 3:50  |
| 8.     | Beyond the Deathray                                                                            | 3:08  |
| 9.     | Rhythm Bomb (featuring Flux Pavilion, production)                                              | 4:12  |
| 10.    | Roadblox                                                                                       | 5:00  |
| 11.    | Get Your Fight On                                                                              | 3:38  |
| 12.    | Medicine                                                                                       | 3:56  |
| 13.    | Invisible Sun                                                                                  | 4:16  |
| 14.    | Wall of Death                                                                                  | 4:12  |

| Pořadí | Název              | Délka |
| ------ | ------------------ | ----- |
| 15.    | Rise of the Eagles | 3:47  |

## Sestava
The Prodigy
- Keith Flint - vokály
- Liam Howlett - programování, klávesy, syntezátory, turntable, produkce
- Maxim Reality - vokály